# Luigi Petrassi
Luigi Petrassi (Zagarolo, 16 maggio 1868 – Roma, 1948) è stato un pittore italiano.

## Biografia
A sedici anni si trasferisce a Roma e studia all'Accademia di Belle Arti. Tra i XXV della Campagna romana è conosciuto col nomignolo di Il Gattone, per il carattere riservato e schivo. Ha dipinto, a larghe pennellate liquide, paesaggi campestri, visti alla luce piena del giorno, sotto cieli ampi e percorsi da nuvole grigie o rosate. Campagne  deserte e scorci abitati solitari, dove le figure umane sono rimpicciolite rispetto ai muri delle vecchie case. Sue opere sono conservate a Roma, nella sede della Banca Commerciale Italiana e al palazzo della Confindustria. 

### Opere

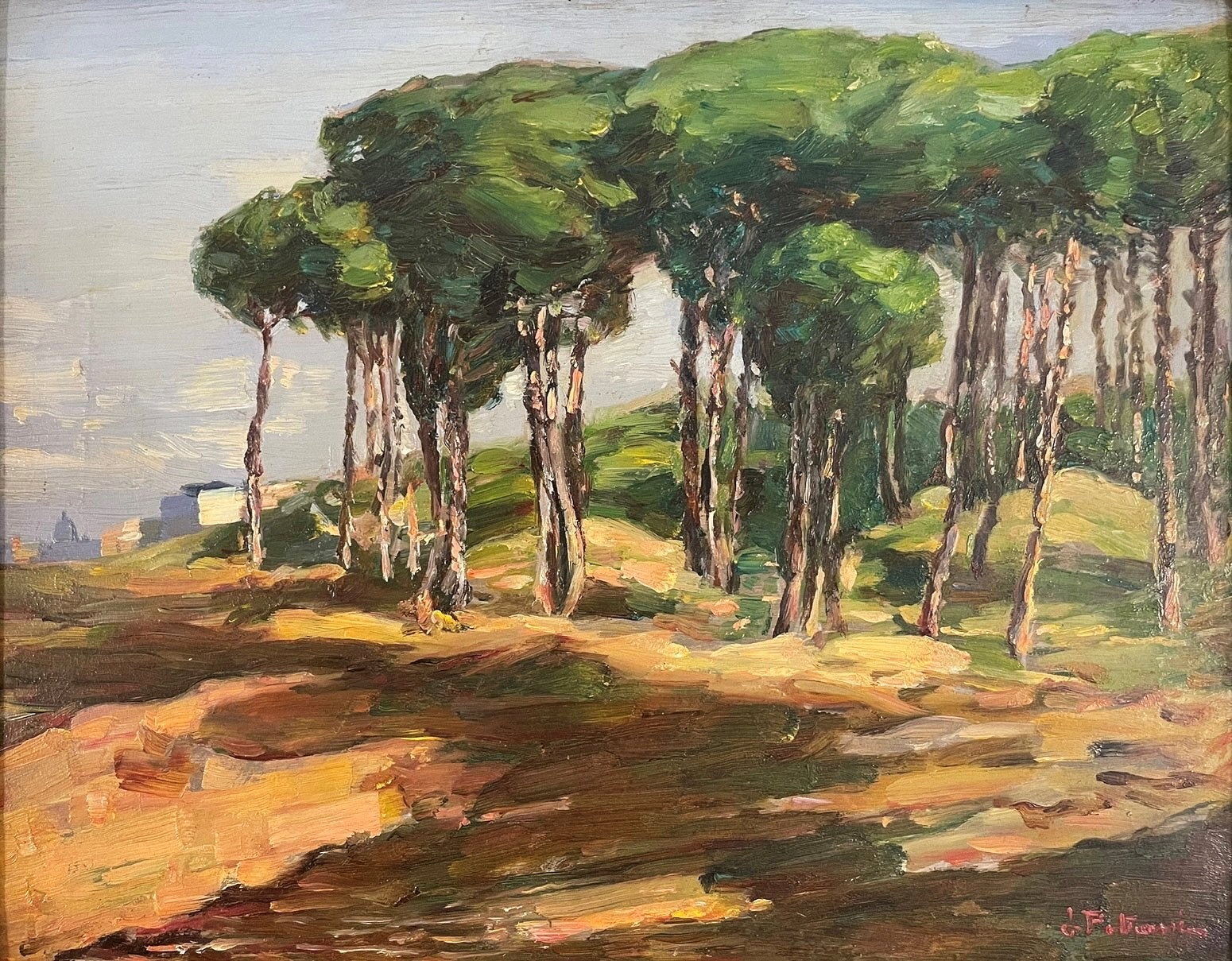
Pini di Roma da Prima Porta

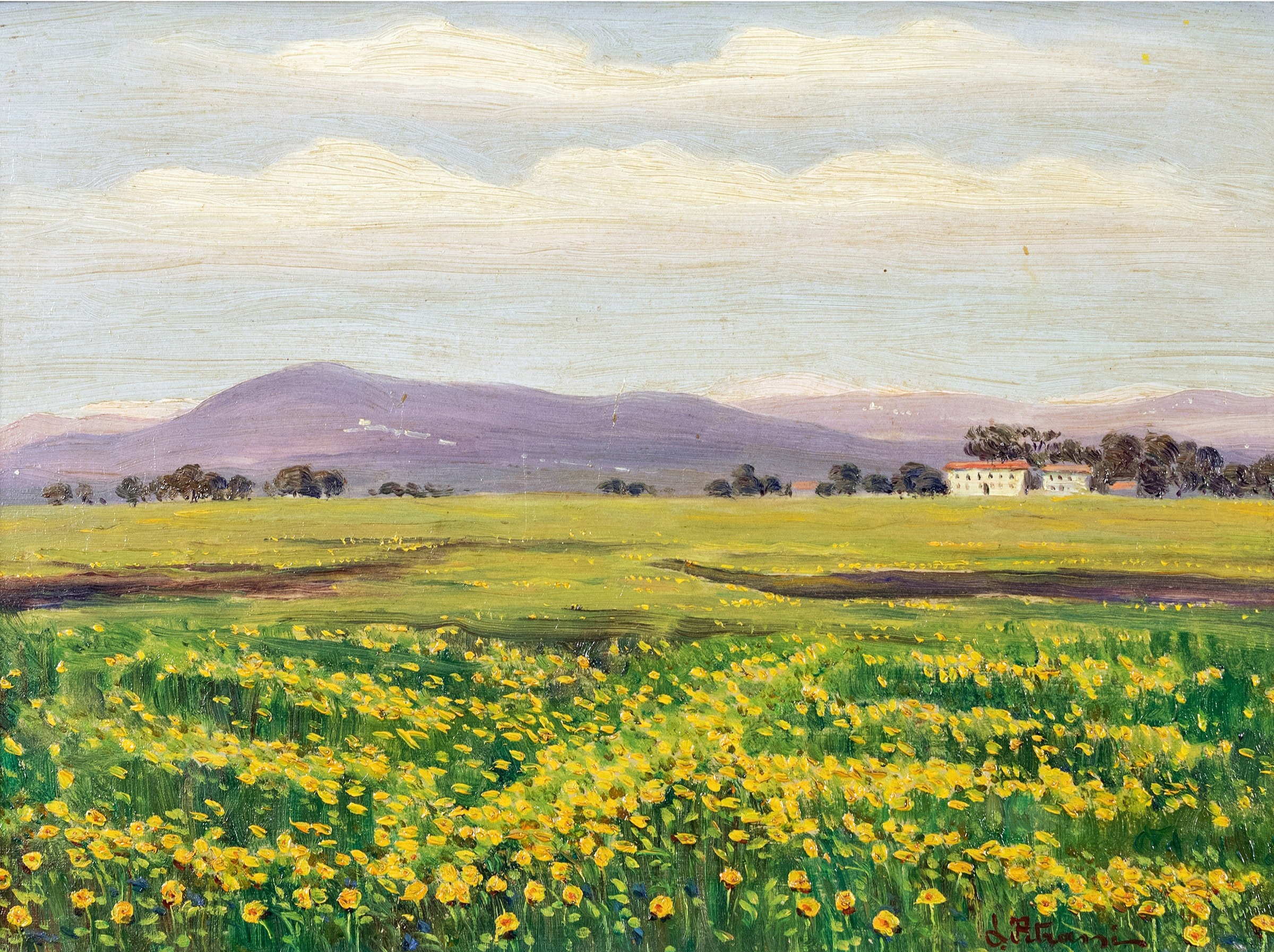
Arriva la primavera

- Pini di Roma da Prima Porta
- Arriva la primavera
- Il Tevere a Castel di Decima
- Il Nera
- Recinto con mucche